# پسانو کن برناگو
پسانو کن برناگو (به ایتالیایی: Pessano con Bornago) یک کومونه در ایتالیا است که در استان میلان واقع شده‌است. پسانو کن برناگو ۶٫۶ کیلومتر مربع مساحت و ۹٬۱۲۰ نفر جمعیت دارد و ۱۴۸ متر بالاتر از سطح دریا واقع شده‌است.